# King River (del av en befolkad plats)
King River är en del av en befolkad plats i Australien. Den ligger i kommunen Albany och delstaten Western Australia, omkring 380 kilometer sydost om delstatshuvudstaden Perth. Antalet invånare är 232.
Närmaste större samhälle är Albany, omkring 10 kilometer söder om King River. 
Trakten runt King River består till största delen av jordbruksmark. Runt King River är det mycket glesbefolkat, med 3 invånare per kvadratkilometer. Genomsnittlig årsnederbörd är 808 millimeter. Den regnigaste månaden är september, med i genomsnitt 134 mm nederbörd, och den torraste är februari, med 12 mm nederbörd.